# Landesamt für Qualitätssicherung und Informationstechnologie der Lehrerausbildung
Das Landesamt für Qualitätssicherung und Informationstechnologie der Lehrerausbildung (Kurzform: LAQUILA) ist eine zentrale Einrichtung  im Bereich der Lehrkräfteausbildung in Nordrhein-Westfalen und gehört zum Geschäftsbereich des Ministeriums für Schule und Bildung.  Es ist aus dem ehemaligen Landesprüfungsamt für Lehrämter an Schulen hervorgegangen und übernimmt heute eine Vielzahl an Aufgaben in der Qualitätssicherung und Unterstützung der Lehrerausbildung. Zu den Kernaufgaben des LAQUILA gehören die Durchführung der Staatsprüfungen für Lehrämter als Landesprüfungsamt und die Wahrnehmung von IT- und E-Government-Aufgaben im Bereich der Lehrerausbildung. Der Standort des LAQUILA ist Dortmund. Das Landesamt unterhält derzeit Dienststellen in den Regierungsbezirken des Landes Nordrhein-Westfalen.

## Beschreibung

### Hintergrund, Entwicklung und Struktur
Im Rahmen der Offensive zur Lehrkräftegewinnung und Lehrkräfteausbildung in Nordrhein-Westfalen wurde das LAQUILA als eigenständige Behörde geschaffen, um die verschiedenen Aufgaben der Lehrerausbildung effizient zu bündeln. Dabei gliedert sich das LAQUILA heute in drei Arbeitsbereiche (AB) sowie den Bereich Zentrale Dienste (ZD). Das LAQUILA NRW spielt eine entscheidende Rolle in der Lehrkräfteausbildung und deren Qualitätssicherung in Nordrhein-Westfalen. Als Nachfolgeorganisation des Landesprüfungsamts für Lehrämter an Schulen hat es seine Aufgaben erheblich erweitert und trägt heute zur kontinuierlichen Weiterentwicklung und Digitalisierung der Lehramtsausbildung bei.

### Die Lehrerausbildung in NRW
Die Ausbildung von Lehrerinnen und Lehrern erfolgt formal in zwei Phasen:
- Erste Phase: Das Studium an einer Universität oder Hochschule, das die fachwissenschaftlichen und fachdidaktischen Grundlagen vermittelt.

- Zweite Phase: Die Ausbildung an einem Zentrum für schulpraktische Lehrerausbildung (ZfsL) zur Begleitung des Unterrichtseinsatzes an einer Ausbildungsschule. Diese Phase wird durch Fachleitungen des ZfsL sowie Ausbildungslehrkräfte der jeweiligen Schulen betreut.

### Struktur des LAQUILA

#### Arbeitsbereich 1 (AB1): Staatsprüfungen und Qualitätssicherung der zweiten Ausbildungsphase
Der Arbeitsbereich 1 ist der direkte Nachfolger des ehemaligen Landesprüfungsamts für Lehrämter an Schulen. Seine Hauptaufgabe ist die Durchführung und Planung der Staatsprüfungen für Lehrämter. Zusätzlich unterstützt dieser Bereich die Qualitätssicherung der zweiten Ausbildungsphase (oftmals auch – fälschlich – als Referendariat bezeichnet), um eine hohe Ausbildungsqualität sicherzustellen.

#### Arbeitsbereich 2 (AB2): Qualitätssicherung und Entwicklung der ersten Ausbildungsphase
Dieser Bereich widmet sich der Qualitätssicherung und staatlichen Begleitung der ersten Phase der Lehrerausbildung. Zu seinen Hauptaufgaben gehören die Akkreditierung und Reakkreditierung von Lehramtsstudiengängen gemäß § 11 des Lehrerausbildungsgesetzes sowie die Unterstützung bei der Weiter- und Neuentwicklung dieser Studiengänge. Darüber hinaus engagiert sich der Arbeitsbereich in Programmen zur Gewinnung von Lehramtsstudierenden. Ebenso stellt er zentrale Basisinformationen bereit und bietet eine umfassende Beratung für Hochschulzugangsberechtigte, Studierende sowie alle weiteren Interessierten an einem Lehramtsstudium.

#### Arbeitsbereich 3 (AB3): Informationstechnischer Dienst der Lehrerausbildung
Der dritte Arbeitsbereich übernimmt eine zentrale Rolle in der Bereitstellung und Entwicklung von IT-Infrastrukturen und digitalen Lösungen im Bereich der Lehrerausbildung. Neben der Bereitstellung von IT-Systemen für das LAQUILA selbst, fallen in den Aufgabenbereich dieses Arbeitsbereichs die Bereitstellung, der Betrieb, die Wartung und die Weiterentwicklung von IT-Systemen für die Ausbildung der Lehrkräfte an den 33 Zentren für schulpraktische Lehrerausbildung in NRW. Zudem kann der Arbeitsbereich per Weisung des Ministeriums für Schule und Bildung tätig werden im Bereich der IT-Beratung und -Unterstützung der sechs staatlichen Schulen in NRW sowie die Bereitstellung von IT-Systemen für das Haus für Lehrerfortbildung Kronenburg übernehmen. 

## Aufgaben
Im Detail ist das LAQUILA die vom Schulministerium beauftragte Einrichtung des Landes für
- die Vorbereitung, Durchführung, Evaluation und Dokumentation der Staatsprüfungen für Lehrämter an Schulen,
- die Berufung der Mitglieder des Prüfungsamtes und der Mitglieder der Prüfungsausschüsse,
- die Beratung der an der Bewertung von Ausbildungs- und Prüfungsleistungen beteiligten Personen,
- die Qualitätssicherung und -entwicklung innerhalb und außerhalb von Staatsprüfungen,
- die Mitwirkung an der Akkreditierung bzw. Reakkreditierung der Studiengänge in der Lehrerausbildung,
- die Beratung vor und während des Lehramtsstudiums zu Praxiselementen und zur Weiterqualifizierung im Lehrerberuf,
- die Anerkennung und Dokumentation außerschulischer Praktika,
- die Betreuung der für die Aufgabenwahrnehmung des LAQUILA erforderlichen IT-Fachprogramme sowie deren Weiterentwicklung,
- die Ausstattung der 33 Zentren für schulpraktische Lehrerausbildung mit IT-Geräten und IT-Diensten wie auch die Bereitstellung und Verwaltung der für die Digitalisierung der Lehrerausbildung notwendigen IT-Infrastruktur,
- die Verwaltung und Bereitstellung von IT-Ausstattung für das Haus für Lehrerfortbildung Kronenburg,
- die Entwicklung und Umsetzung von Konzepten zur Digitalisierung der Verwaltungsprozesse in der Ausbildung von Lehramtsanwärterinnen und -anwärter,
- die Einführung und die Verwaltung von E-Government-Lösungen im Umfeld der zweiten Phase der Lehramtsausbildung,
- die  Beratung und -Unterstützung der Schulen unter Trägerschaft des Landes NRW in Belangen der Integration, Verwaltung und Wartung von IT-Systemen und -Infrastruktur sowie in Angelegenheiten der Informationssicherheit,
- die Unterstützung des Ministeriums bei der Konzeption und Begleitung akademischer Angebote zur nachträglichen Qualifikation von Lehrkräften und der Sondermaßnahmen zum Erwerb und zur Erweiterung von Lehramtsbefähigungen,
- die Unterstützung der Anerkennungseinrichtungen bei der Anerkennung von Abschlüssen für die Lehramtsbefähigung,
- die Bereitstellung der Hinweisgeberstelle für die Beschäftigten des Landes NRW an den öffentlichen Schulen, in den Zentren für praktische Lehrerausbildung, im Haus Kronenburg und in den unteren Schulaufsichtsbehörden.

## Geschichte
Das LAQUILA wurde per Erlass mit Wirkung vom 1. Juli 2023 errichtet und ging aus dem ehemaligen Landesprüfungsamt für Lehrämter an Schulen und dem Informationstechnischen Dienst der Zentren für schulpraktische Lehrerausbildung hervor. Zum 01. August des Jahres 2024 wurde Reinhard Schule als der damalige Direktor das LAQUILA und vormaliger Direktor des Landesprüfungsamtes für Lehrämter, pensioniert und seine Nachfolgerin wurde die Volljuristin Frau Direktorin Dagmar Schüler, die aus dem Schulministerium an die Spitze des Amtes wechselte. Am 15. November 2024 übernahm das LAQUILA von der Bezirksregierung Arnsberg die Aufgabe der „internen Meldestelle Schule“ gemäß §12 Hinweisgeberschutzgesetz (HinSchG) zur Umsetzung der EU‑Whistleblower-Richtlinie.